# Holland & Holland (encarroçadora)

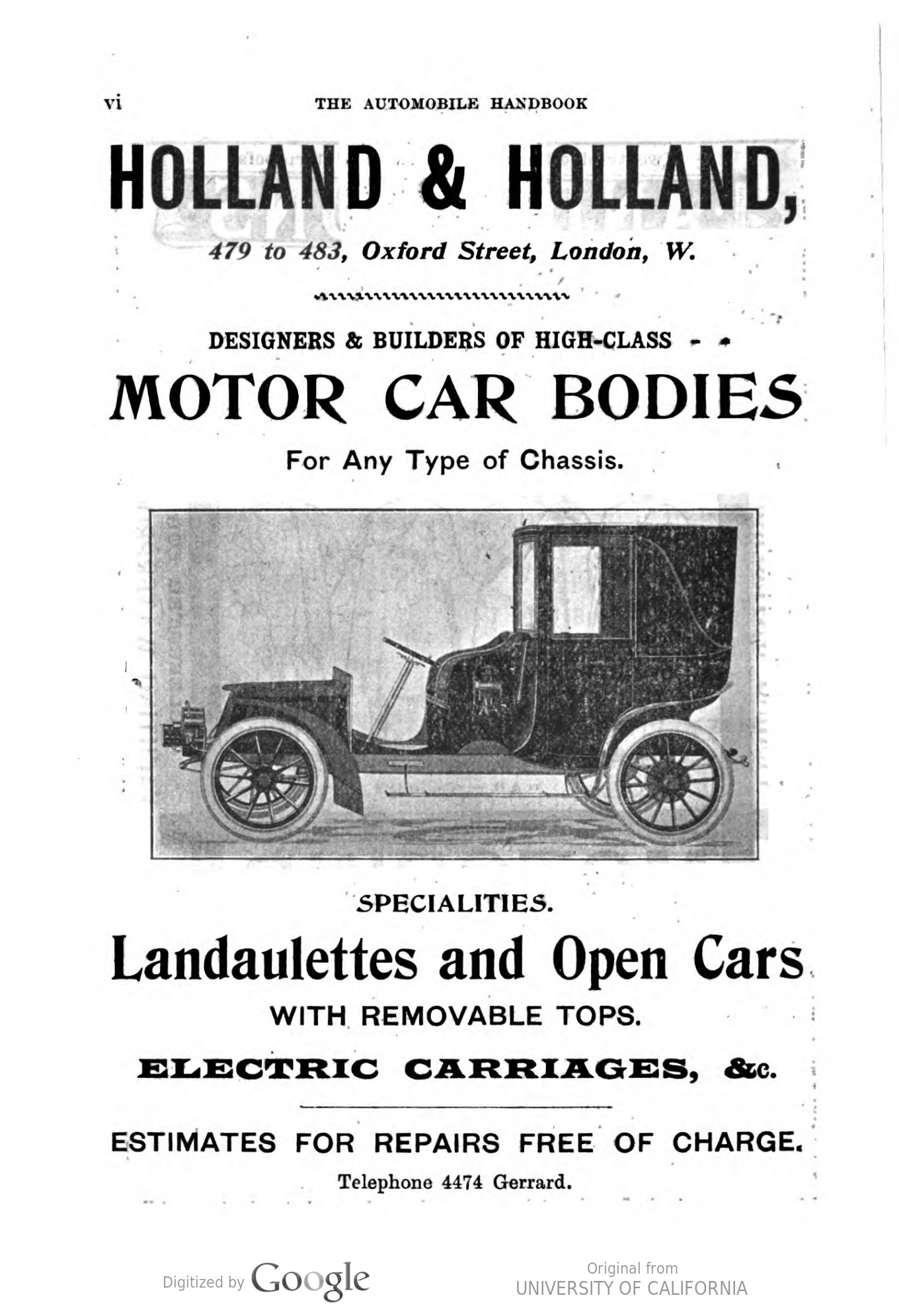
Carroceria para carros da Holland & Holland em 1904.

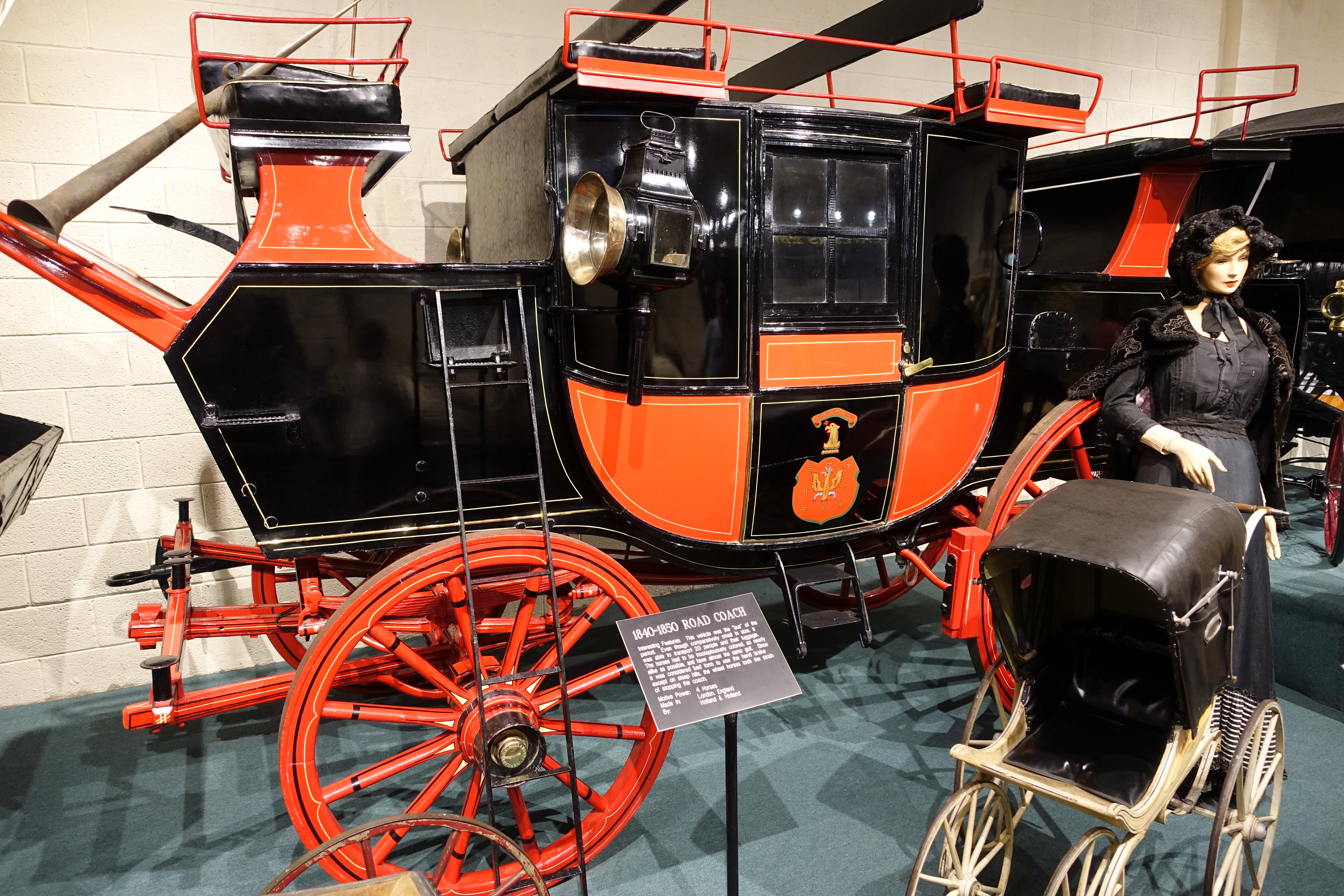
Carroceria para carruagens da Holland & Holland (1840-50).

A Holland & Holland foi uma empresa encarroçadora londrina em atividade durante um século antes da Primeira Guerra Mundial. Seu showroom ficava no 254 da Oxford Street West e suas fabricas ficavam no 10, 25 a 27 e 45 da North Row entre Grosvenor Square e Oxford Street.

## Histórico
Os produtos da Holland & Holland, que vão desde carruagens até ônibus e limusines, foram construídos com padrões excepcionalmente altos, muitas vezes para clientes em outros países.
Na segunda metade do século XIX (havia um excedente de carruagens, elas não eram mais construídas para o transporte comercial de passageiros após o advento das ferrovias), a Holland & Holland desenvolveu uma grande reputação na fabricação de coches ou "ônibus particulares" para sua rica clientela esportiva, aqueles cavalheiros que desejavam dirigir seus próprios coches de quatro cavalos por prazer.
No início do século XX, eles foram listados como construtores de "carruagens elétricas".
Em 1912, a Holland & Holland foi comprada pelos vizinhos e concorrentes, Thrupp & Maberly.